# سوفیا آرویدسون
 سوفیا آرویدسون (انگلیسی: Sofia Arvidsson؛ زاده ۱۶ فوریهٔ ۱۹۸۴) یک تنیس‌باز اهل سوئد است. 